# Широкий лес
Широкий лес — заповедное урочище. Находится в Александровском районе Донецкой области, к юго-западу от г. Славянск. 
Статус заповедного урочища присвоен решением областного совета № XXII/14-38 от 30 сентября 1997 года. 
Площадь — 34,9 га. Территория урочища — байрачный лес и песчаные разнотравно-типчаково-ковыльные степи, где произрастает 5 видов растений, занесённых в Красную книгу Украины.